# 2104 Торонто
2104 Торонто (енг. Toronto) је астероид главног астероидног појаса са средњом удаљеношћу од Сунца која износи 3,186 астрономских јединица (АЈ).
Апсолутна магнитуда астероида је 10,3.